# Juste pour rire
Pour les articles homonymes, voir Juste pour rire (homonymie) et JFL.
Juste pour rire est un festival d'humour organisé à Montréal, au Québec, Canada. Son pendant anglophone, Just for Laughs ou JFL, est créé en 1985.
Fondé en 1982, Juste pour rire propose des spectacles d'humour en salles, des théâtres de rue et des parades, des projections de films humoristiques, des émissions de télévision et des tournées en région.

## Histoire

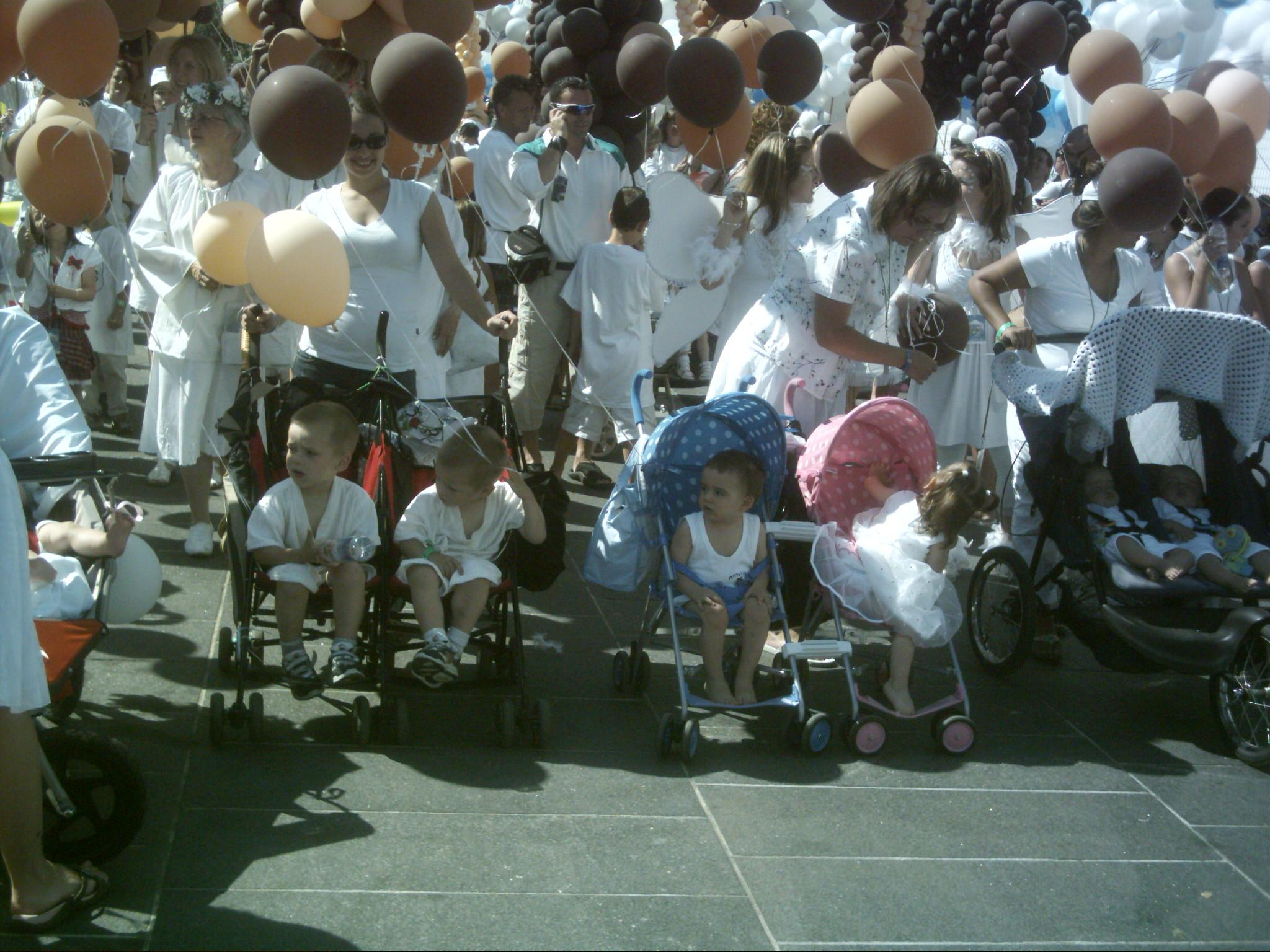
Parade des jumeaux, rue Sainte-Catherine (Montréal), à partir de la place des Festivals.

Au départ en 1982, le festival Juste pour rire est un événement uniquement francophone. Un équivalent anglophone est ensuite créé en 1985. Trois ans plus tard, les premières apparitions extérieures sont faites sur la rue Saint-Denis. Le thème musical du festival Juste pour rire est composé par Serge Fiori.
Depuis 1993, un Musée Juste pour rire à Montréal présente différentes collections et expositions sur l’humour et les humoristes. 1997 est aussi le début des projections de films humoristiques au festival Comédia. Au fil des années s'ajouteront des sketches et des rétrospectives. En 2008, Comédia est renommé Festival du film de Juste pour rire.
En 1998 s'ajoutent des épreuves d'improvisation dans le cadre du Mondial d'Impro Juste pour rire. En 1991, le Théâtre Juste pour rire voit le jour. Différentes pièces de théâtre à saveur humoristique sont présentées. En 1998, c'est le Week-end des jumeaux, c'est-à-dire un événement où les jumeaux sont à l'honneur.
Le festival Juste pour rire s'exporte en 2006 à Nantes, en juillet 2007 à Toronto, et en 2009 à Chicago, aux États-Unis.
En janvier 2007, la compagnie Juste pour rire acquiert les droits des clips Têtes à claques pour les porter à l'écran dans des pays non-francophones, ainsi que le Théâtre de Dix Heures à Paris, où se produisent exclusivement des artistes sous contrat avec ce label, notamment les Solos du Juste pour rire Show, en particulier des jeunes pousses comme Charlotte Gabris, Donel Jack'sman, Vérino, Laurence Arné, ou Candiie.

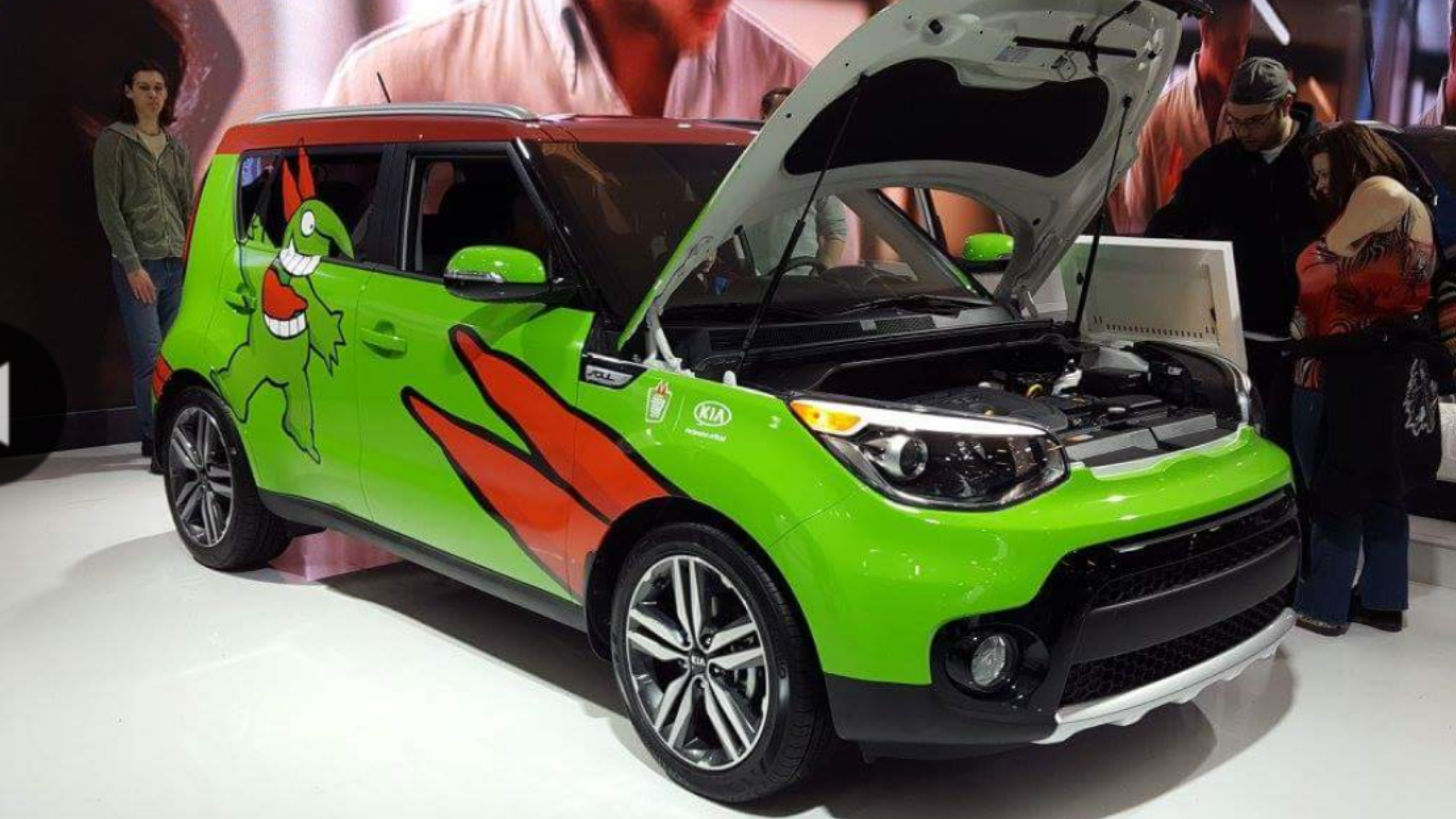
Kia Soul de 2017 au salon international de l'auto de Montréal.

Les responsables du festival Juste pour rire annoncent en mai 2010 que le volet Arts de la rue serait présenté à la Place des Festivals à l'été 2010 après plus de 20 ans rue Saint-Denis. Le festival continue de présenter ses nombreux galas au Théâtre Saint-Denis.
Il est annoncé que le festival 2018 aurait lieu entre le 14 et le 29 juillet, mais sous réserve, et les autres changements ne sont pas connus au moment de la vente de l'entreprise. De nombreuses annonces sont à venir, et les salariés comme le public ne savent pas quels événements auront lieu ou non (Grand Événements, Galas, parades...), quels partenaires accompagneront le festival (Vidéotron s'étant retiré) ou bien si la mascotte du festival, Victor, ses couleurs rouge et vert, et sa compagne Rose, créées par l'artiste Vittorio Fiorucci (décédé en 2008) puis achetés par JPR seront conservés jusqu'en 2021. Howie Mandel visite l'entreprise et est présenté aux employés en juillet 2018.
Le 28 mai 2018, Bell et Evenko prennent le contrôle de Juste pour rire à 51%. De nombreux changements sont amorcés dès l'été de cette même année 2018, c'est par exemple la dernière édition de la Parade des jumeaux, créée en 1998 par Luce et Lucie Rozon, inspirées de la Fête des jumeaux de Pleucadeuc, en Bretagne.
Le 5 mars 2024, Juste pour rire se place à l’abri de ses créanciers et le festival 2024 est annulé. En mai 2024, ComediHa! annonce organiser son propre festival à Montréal pour remplacer Juste pour rire. En juin 2024, ComediHa! achète la marque Juste pour rire, ses festivals qu'elle renomme Juste pour rire en 2025.

## Polémiques
En novembre 2016, à la suite de l'annonce de la tenue, pour l'édition 2017 du festival, d'un gala au thème « humour féminin », et après la publication  d'un courriel interne destiné aux humoristes, courriel citant la marche à suivre pour proposer un numéro - « Ce Gala n’aura rien d’une soirée de « fifilles »; Tout le monde peut proposer un texte pour ce gala. » - une controverse éclate sur les médias sociaux quant au caractère inégal de cette offre thématique, qui voit le genre d'humour fait par les femmes comme un « style » en soi, à placer parmi les autres thèmes du gala (« humour absurde », « humour engagé », etc. ). De nombreuses jeunes humoristes, parmi lesquelles Virginie Fortin, Rosalie Vaillancourt et Mariana Mazza, s'expriment ainsi pour critiquer le sexisme systémique du milieu de l'humour au Québec, et demandent l'annulation du gala, affirmant vouloir être traitées comme tous les autres humoristes, et revendiquant la reconnaissance de la diversité des humours féminins et l'inclusion d'humoristes femmes dans tous les types de galas. Malgré l'incompréhension initiale des responsables du gala (Gilbert Rozon affirmera notamment en entrevue trouver la controverse exagérée, allant même jusqu'à dire, en blague, « on va peut-être juste mettre des hommes sur scène qui viendront parler des femmes, ça sera peut-être ça… », la pression populaire fera reculer Juste pour rire, et le gala sera finalement annulé.
Gilbert Rozon, fondateur et président de l'entreprise, est accusé à plusieurs reprises d'agression sexuelle sur de jeunes femmes. Il a été condamné une fois, en 1998.
En 2017, dans la foulée des accusations contre Éric Salvail et du mouvement #MeToo, Gilbert Rozon est à nouveau accusé de harcèlement et d'agression sexuelle. Cette fois-ci, il réagit en démissionnant de ses fonctions de président du Groupe Juste pour rire, de commissaire aux célébrations du 375e anniversaire de Montréal ainsi que de vice-président de la Chambre de commerce du Montréal métropolitain.
Devant le retentissement international du scandale sexuel qui le rattrape enfin, Gilbert Rozon prend le parti de mettre en vente le groupe Juste pour rire. Le groupe Québecor Media, en affaires avec Juste pour Rire depuis plusieurs années, réclame plus d'1,1 million de dollars à Juste pour Rire en factures impayées au moment de la vente. Le groupe annonce qu'il est « très inquiet de l'impact de (...) l'affaire Rozon (...) sur Groupe TVA », que Québecor possède et qui diffuse les spectacles de Juste pour Rire. En vertu des accords passés entre les deux groupes en 2012, Québécor possède un droit de « première offre » et une période de négociation exclusive pour le rachat de Juste Pour Rire. Ainsi, une première offre de Juste pour Rire est faite à Québecor le 10 décembre 2017, qui répond par une contre-offre le 22 décembre. Juste pour rire fait une deuxième offre le 30 décembre. Les deux entreprises ne parviennent pas à un accord, et entrent en cour à la demande de Québecor qui accuse Juste pour Rire de ne pas avoir respecté son droit de première offre en mandattant le groupe RBC pour trouver un acheteur. La cour rejette la demande de Québecor, qui garde néanmoins le droit d'égaler l'offre d'achat qui serait faite à Juste pour rire. Au total, sept groupes manifestent leur intérêt. Le groupe américain ICM Partners est pressenti, et c'est le mercredi 21 mars que ICM Partners révèle avoir fait une offre d'achat qui a été acceptée, par la voix d'un des acheteurs lié à ICM (l'acteur et producteur canadien Howie Mandel). Celui-ci affirme être un admirateur du Festival et souhaiter conserver toutes les activités du groupe, y compris le festival francophone et le siège de Montréal. Toutes les négociations sont restées secrètes, y compris l'identité d'Howie Mandel, et y compris vis-à-vis des salariés, mais le prix final de vente revenant à Gilbert Rozon serait de 65 millions de dollars, soit près de 50 millions de moins que sa valeur, en raison du scandale.

## Humoristes notables
- 100 Limite
- Adib Alkhalidey
- Alain Dumas
- Alex Pépin
- Alex Perron
- Alex Roy
- Alexandre Barrette
- Alexandre Douville
- Anthony Kavanagh
- André Sauvé
- Babass
- Ben et Jarrod
- Billy Tellier
- Boucar Diouf
- Cathy Gauthier
- Cécile Giroud
- Charly Pop
- Christopher Hall
- Christopher Williams
- Claudine Mercier
- Daniel Grenier
- Daniel Lemire
- Dave Gaudet
- Dave Morgan
- Dave Richer
- Denis Levasseur
- Didier Lambert
- Dieudonné
- Dominic et Martin
- Dominic Paquet
- Dorice Simon
- Eddy King
- Élie Semoun
- Élisabeth Buffet
- Emilie Ouellette
- Éric Menard
- Étienne Dano
- Fills Monkey
- Franck Dubosc
- François Boulianne
- François Léveillée
- François Massicotte
- François Morency
- Fred Dubé
- Florence Foresti
- Gabrielle Caron
- Gad Elmaleh
- Geneviève Gagnon
- Guillaume Wagner
- Ghyslain Dufresne
- Guy Nantel
- Jacques Chevalier
- Jay Du Temple
- Jean Kohnen
- Jean-Christian Thibodeau
- Jean-Claude Gélinas
- Jean-François Mercier
- Jean-Luc Lemoine
- Jean-Marc Parent
- Jean-Marie Bigard
- Jean-Marie Corbeil
- Jean-Michel Anctil
- Jean-Thomas Jobin
- Jérémy Demay
- Jonathan Lambert
- Julie Caron
- Julien Lacroix
- Julien Tremblay
- Katherine Levac
- Korine Côté
- Kra-Z-Noise
- Laurent Paquin
- Le Meilleur du web
- Léane Labrèche Dor
- Leo
- Les Echos liés
- Les Bizarroïdes
- Les Bleu Poudre
- Les Chick'n Swell
- Les Denis Drolet
- Les Grandes Gueules
- Lise Dion
- Les Justiciers masqués
- Les Machines de l'humour
- Les Satiriques
- Louis-José Houde
- Marc Boilard
- Marc Labrèche
- Mariana Mazza
- Marie-Lyne Joncas
- Mario Jean
- Martin Felip
- Martin Matte
- Martin Petit
- Mathieu Cyr
- Mathieu Gratton
- Matthieu Pepper
- Max Leblanc
- Maxim Martin
- Maxime Gervais
- Mehdi Bousaidan
- Mélanie Couture
- Mélanie Ghanimé
- Michel Barette
- Michel Mpambara
- Michel Sigouin
- Mike Beaudoin
- Mike Ward
- Neev
- Olivier Martineau
- P-A Méthot
- Patrick Groulx
- Patrick Huard
- Patrik Cottet-Moine
- Pascal Babin
- Peter MacLeod
- Phil Roy
- Philippe Bond
- Philippe Laprise
- Pierre Hébert
- Pierre Légaré
- Pierre Prince
- Pierre Verville
- Rachid Badouri
- RBO
- Réal Béland (fils)
- Rosalie Vaillancourt
- Sam Breton
- Simon Delisle
- Sony Chan
- Steeve Diamond
- Stéphane Belanger
- Stéphane Fallu
- Stéphane Rousseau
- Stéphane E. Roy
- Sylvain Larocque
- Théo Cosset
- UncleFofi
- Ursula Martinez
- Valérie Blais
- Vérino
- Virginie Fortin
- Yannick De Martino
- Yvon Deschamps

## Juste pour rire International
La filiale française du groupe Juste pour rire ouvre ses portes en 1990 avec Charles Trenet. Gilbert Rozon le persuade en 1982 de reprendre la scène, devient son agent et producteur et fête dix ans plus tard les 80 ans du « fou chantant » à l'Opéra Bastille à Paris.
Juste pour rire France consacre l'essentiel de ses activités à la production et au management d'artistes tels que Laurent Ruquier, Arturo Brachetti, Franck Dubosc, Florence Foresti, Stéphane Rousseau, Christophe Alévêque, Jonathan Lambert, et Élisabeth Buffet, et développe également de nombreux jeunes talents comme Théo Cosset, Vérino et Anthony Joubert.

## Galerie

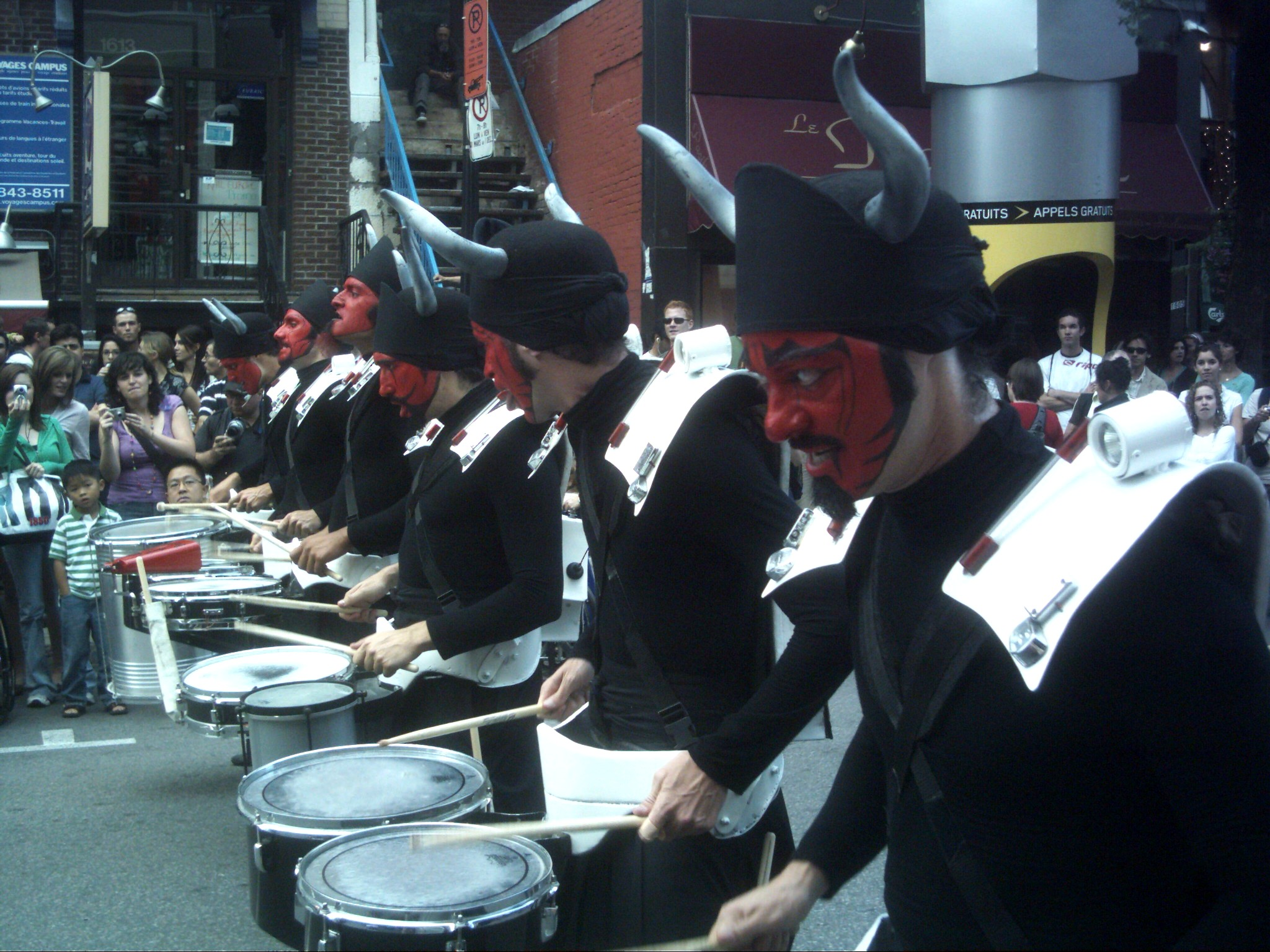
Groupe de tambours, rue Saint-Denis.
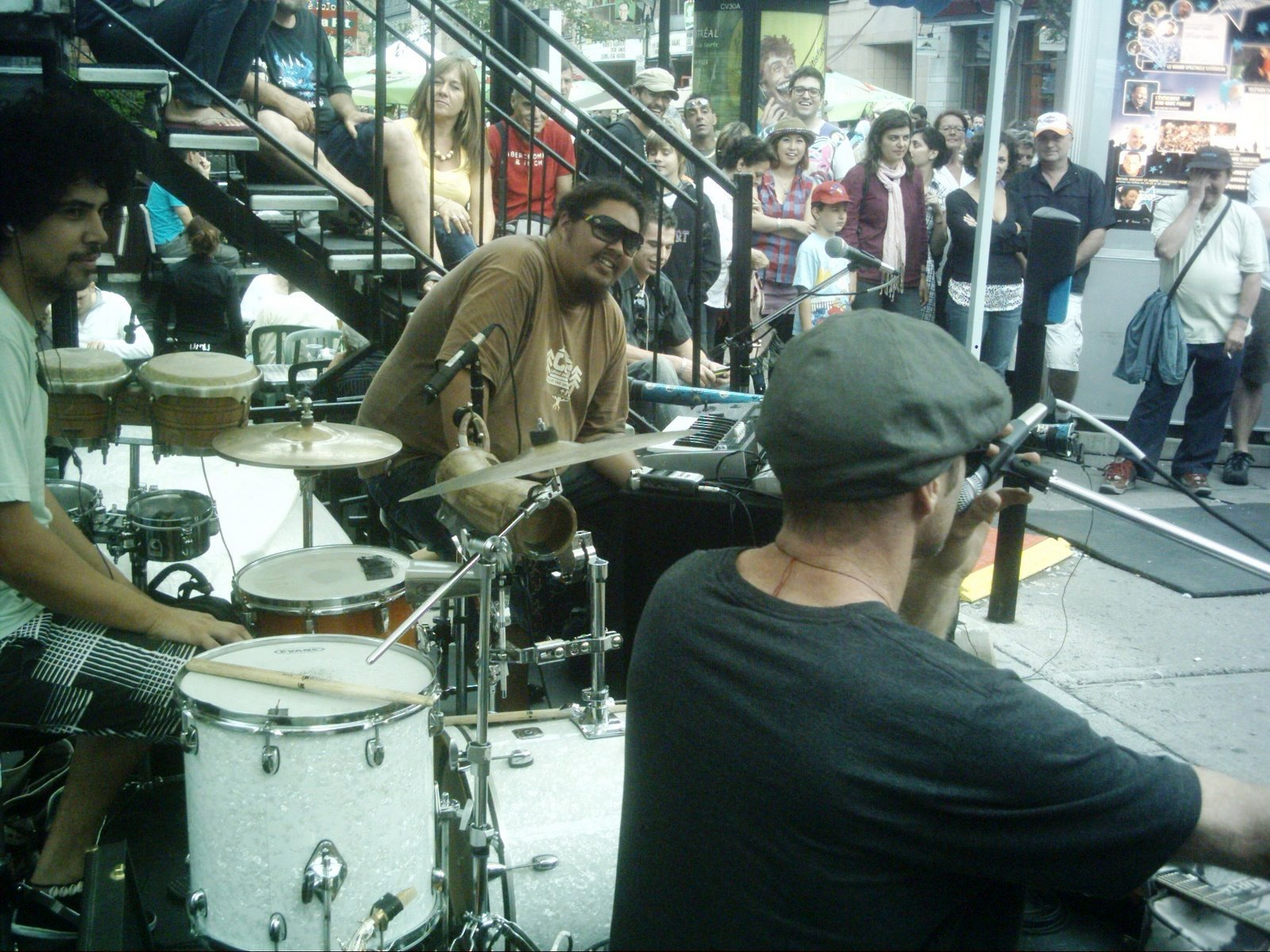
Oka, groupe de musiciens, crée une ambiance.
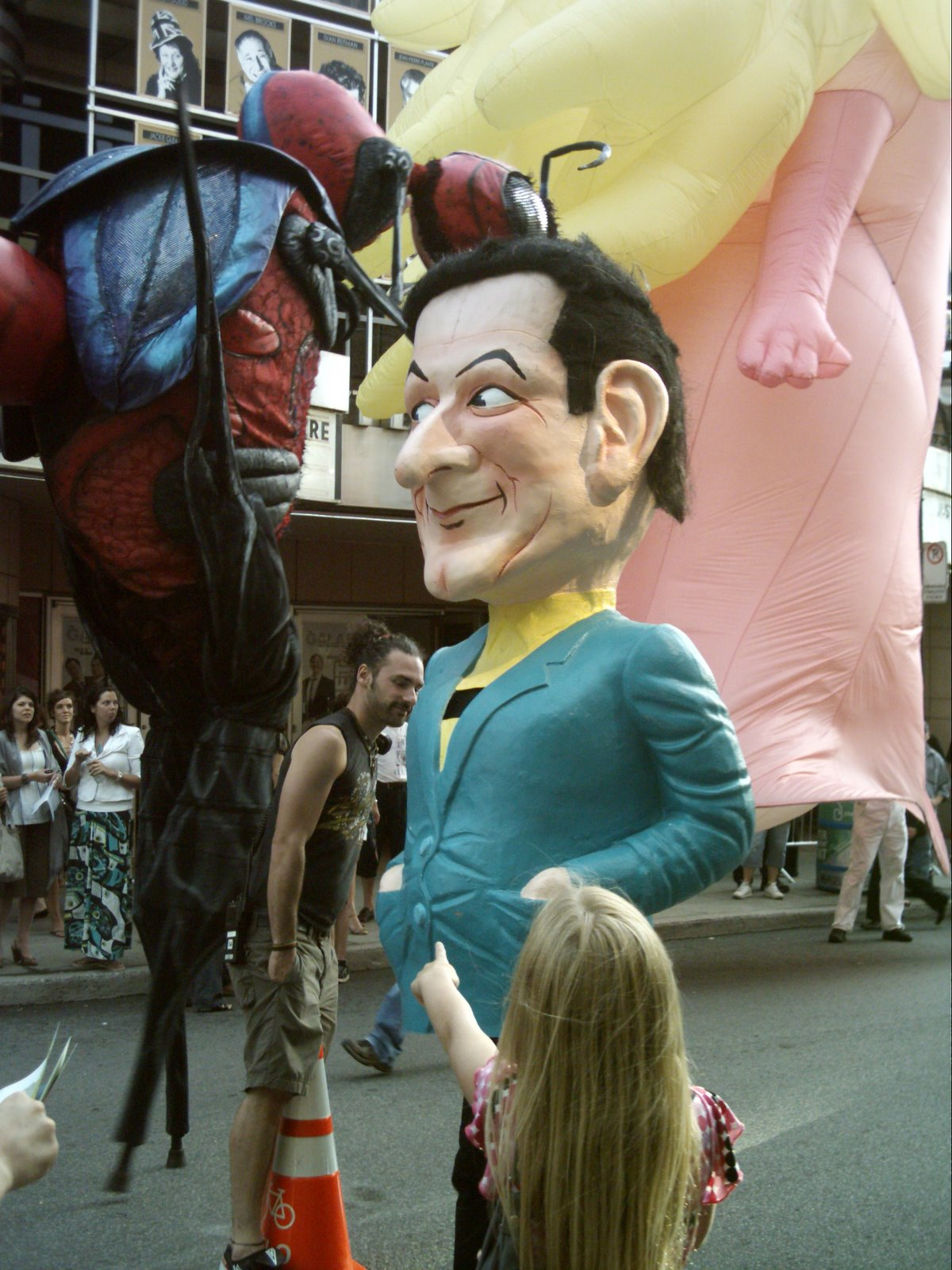
Les Arts de la rue font partie des attractions du Festival Juste pour rire.
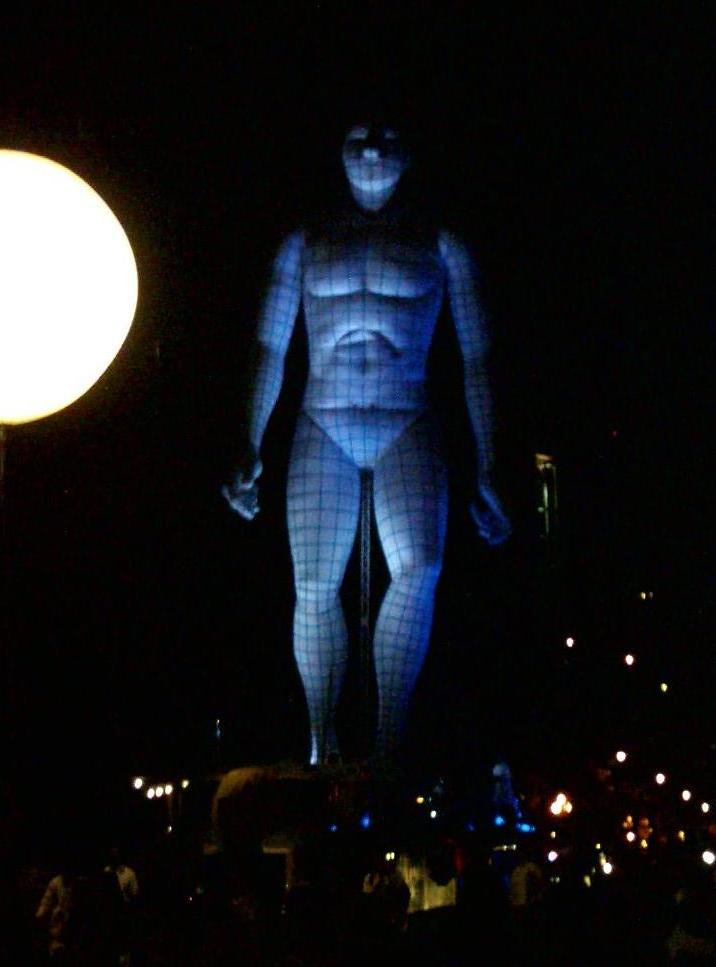
Clou de l'édition 2008, la marche de l'homme géant, d'une hauteur de 6 étages, termine la parade sur la rue Sherbrooke à Montréal.